# Diego Perea
Diego Andrés Perea Tapias (Medellín, 15 de noviembre de 2002) es un futbolista colombiano. Juega de delantero y su equipo actual es Real Tomayapo de la Primera División de Bolivia.

## Trayectoria
El 23 de enero de 2024, el Club Atlético San Lorenzo de Almagro, dueño de su ficha, anuncia la cesión de Diego Perea a Cúcuta.
El 2 de enero de 2025, fue presentado como fichaje estrella al club Almirante Brown. Para el ascenso a la Liga Profesional. Donde se espera que cumpla con las expectativas y pueda convertir su tan ansiado 1er gol.

## Estadísticas
Actualizado al último partido disputado el 12 de marzo de 2024.
| Club                      | Div.          | Temporada     | Liga  | Liga  | Liga   | Copas nacionales | Copas nacionales | Copas nacionales | Copas internacionales | Copas internacionales | Copas internacionales | Total | Total | Total  |
| Club                      | Div.          | Temporada     | Part. | Goles | Asist. | Part.            | Goles            | Asist.           | Part.                 | Goles                 | Asist.                | Part. | Goles | Asist. |
| ------------------------- | ------------- | ------------- | ----- | ----- | ------ | ---------------- | ---------------- | ---------------- | --------------------- | --------------------- | --------------------- | ----- | ----- | ------ |
| San Lorenzo Argentina     | 1.ª           |               |       |       |        |                  |                  |                  |                       |                       |                       |       |       |        |
| San Lorenzo Argentina     | 1.ª           | 2023          | 4     | 0     | 0      | 1                | 0                | 0                | 1                     | 0                     | 0                     | 6     | 0     | 0      |
| San Lorenzo Argentina     | Total club    | Total club    | 4     | 0     | 0      | 1                | 0                | 0                | 1                     | 0                     | 0                     | 6     | 0     | 0      |
| Cúcuta Colombia           | 2.ª           | 2024          | 4     | 0     | 0      | -                | -                | -                | -                     | -                     | -                     | 4     | 0     | 0      |
| Cúcuta Colombia           | Total club    | Total club    | 4     | 0     | 0      | 0                | 0                | 0                | 0                     | 0                     | 0                     | 4     | 0     | 0      |
| Almirante Brown Argentina | 2.ª           | Total Club    | 2     | 0     | 0      | 0                | 0                | 0                | 0                     | 0                     | 0                     | 2     | 0     | 0      |
| Total carrera             | Total carrera | Total carrera | 8     | 0     | 0      | 1                | 0                | 0                | 1                     | 0                     | 0                     | 10    | 0     | 0      |